# Chvrches
Chvrches, en ocasiones estilizado como CHVRCHΞS (se pronuncia churches [iglesias]), es una banda británica de synthpop  e indie proveniente de la ciudad de Glasgow, Escocia, Reino Unido, formada en 2011. La banda está compuesta por Iain Cook (sintetizadores, guitarra, bajo), Martin Doherty (sintetizadores, samplers, voz), y Lauren Mayberry (voz, sintetizadores y samplers adicionales). La  banda logró gran éxito en gran parte del mundo gracias a su álbum debut The Bones of What You Believe, dicho álbum escaló hasta la cima de las listas musicales de éxito de Reino Unido, Estados Unidos, Australia, Nueva Zelanda y Canadá y logró también una gran crítica positiva junto a buenas ventas. El grupo aumentó aún más su popularidad y éxito gracias a encadenar en sus dos álbumes posteriores un éxito similar a su debut. Debido a eso la banda se ha posicionado como un número importante dentro de la escena del synthpop, la industria musical y teniendo un importante lugar en los festivales norteamericanos y europeos.
La banda, antes de su formación, practicaba realizando demos de las canciones escritas en su mayoría por Doherty. Después de su acuerdo, Chvrches se formó definitivamente en 2011. Dos años después de su formación, la banda lanzó su primer EP, titulado Recover, en marzo de 2013. Recover incluía éxitos como «The Mother We Share» o «Recover», los cuales fueron posteriormente añadidos a su primer álbum de estudio, The Bones of What You Believe, el 20 de septiembre de ese mismo año. 
Durante 2013, la banda se clasificó quinta en la lista de Sound of... 2013 por la BBC, la cual muestra los más destacados nuevos talentos de la música. Dos años más tarde, el 25 de septiembre de 2015, el grupo lanzó su segundo álbum, Every Open Eye, que contó con más instrumentación después de una actualización de su estudio de grabación. Tanto el primer como el segundo álbum fueron aclamados por la crítica, recibiendo elogios por reinventar el género del synthpop y de la indietrónica. Su tercer álbum Love Is Dead, salió a la venta el 25 de mayo de 2018.

## Historia

### Comienzos (2011–2012)
Antes de Chvrches, Iain Cook fue un miembro de Aereogramme y The Unwinding Hours. También escribió música para cine y televisión. Martin Doherty era miembro en vivo de The Twilight Sad. Según Mayberry, "Iain y Martin fueron a la universidad juntos así que se conocen desde hace mucho tiempo."

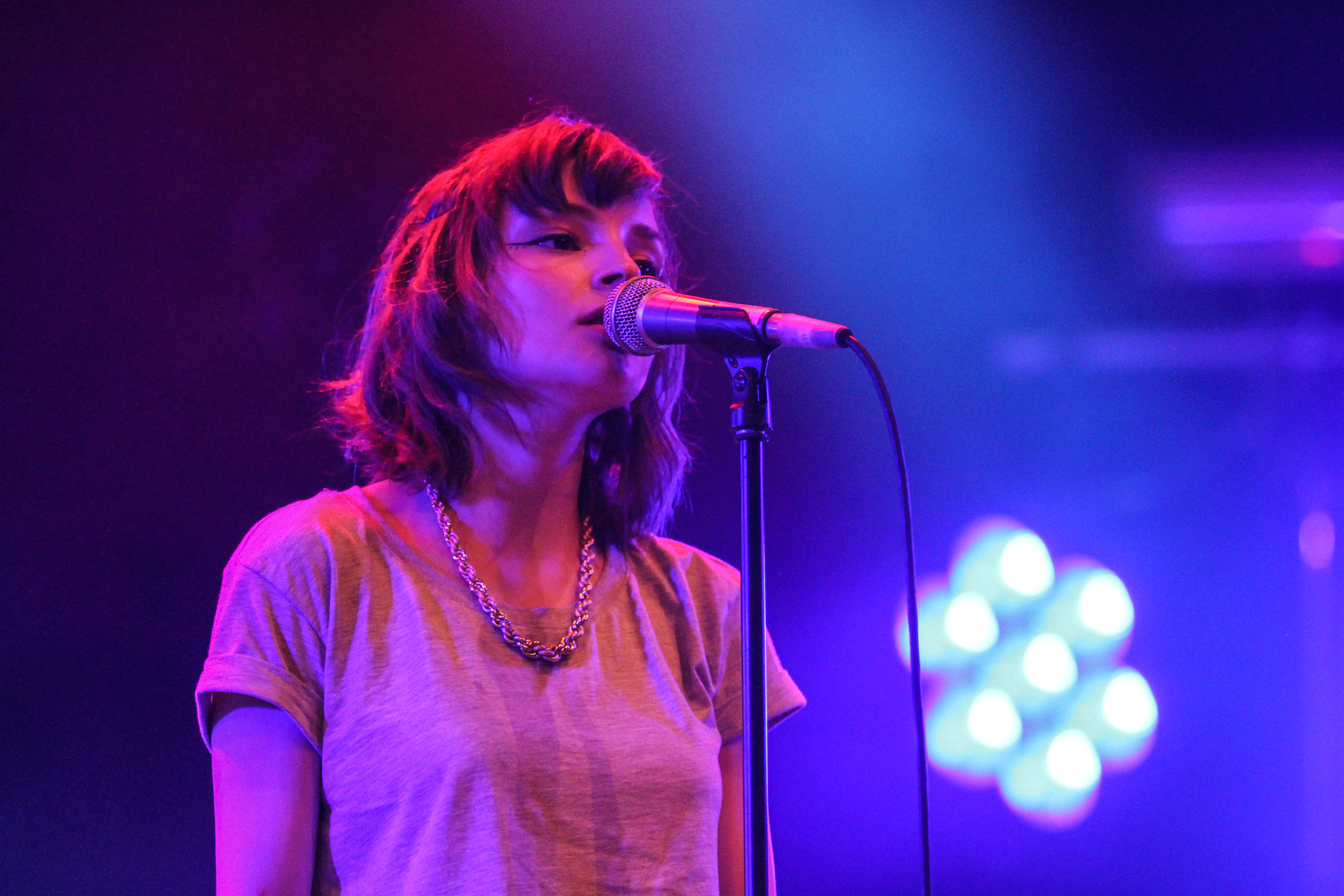
Lauren Mayberry presentando en vivo Chvrches desde Melt! Festival (2013).

Mayberry completó una licenciatura en Derecho de cuatro años seguido de un Master en Periodismo. Esto la llevó a una carrera en el periodismo independiente durante varios años antes de la música. Ella toca el piano desde que era una niña y la batería desde que era una adolescente. Desde los 15 años hasta los 22 años, tocó la batería en varias bandas. Antes de Chvrches, Mayberry era miembro de dos bandas locales, Boyfriend/Girlfriend y Blue Sky Archives. En este último grupo, ella era la vocalista, baterista y tecladista.
Cook fue produciendo un EP para Blue Sky Archives en un fin de semana en septiembre de 2011. Comenzó un nuevo proyecto con Doherty y le pidió a Mayberry cantar en un par de demos. Escribieron juntos durante siete u ocho meses en un estudio en el sótano en Glasgow. Cook, Mayberry y Doherty decidieron formar una nueva banda después de que las sesiones resultaron ser un éxito. Eligieron el nombre Chvrches, utilizando una "v" para evitar confusiones con la palabra "churches" (en español: iglesias) en las búsquedas en Internet. Chvrches también han declarado que el nombre de la banda "no tiene una connotación religiosa, [ellos] pensaron que sonaba genial".
El 11 de mayo de 2012, Chvrches estrenó la canción «Lies», que estaba disponible exclusivamente como una descarga gratuita desde el blog de la etiqueta Neon Gold. El 5 de noviembre de 2012, la banda lanzó su debut sencillo oficial, «The Mother We Share». Un mes después, The Guardian presentó a Chvrches como uno de los New Bands of the Day. El 5 de julio de 2012 Chvrches realizó su concierto debut en La artschool Glasgow, Escocia.
«Lies» se colocó en el número 28 de los mejores canciones del 2012 según NME. «The Mother We Share» se colocó en el número 51 en The Huffington Post Top 52 Canciones de 2012. Chvrches ocupó el quinto lugar en Sound of 2013 de BBC de la lista de los nuevos talentos de la música más prometedor.

### The Bones of What You Believe(2013–2014)

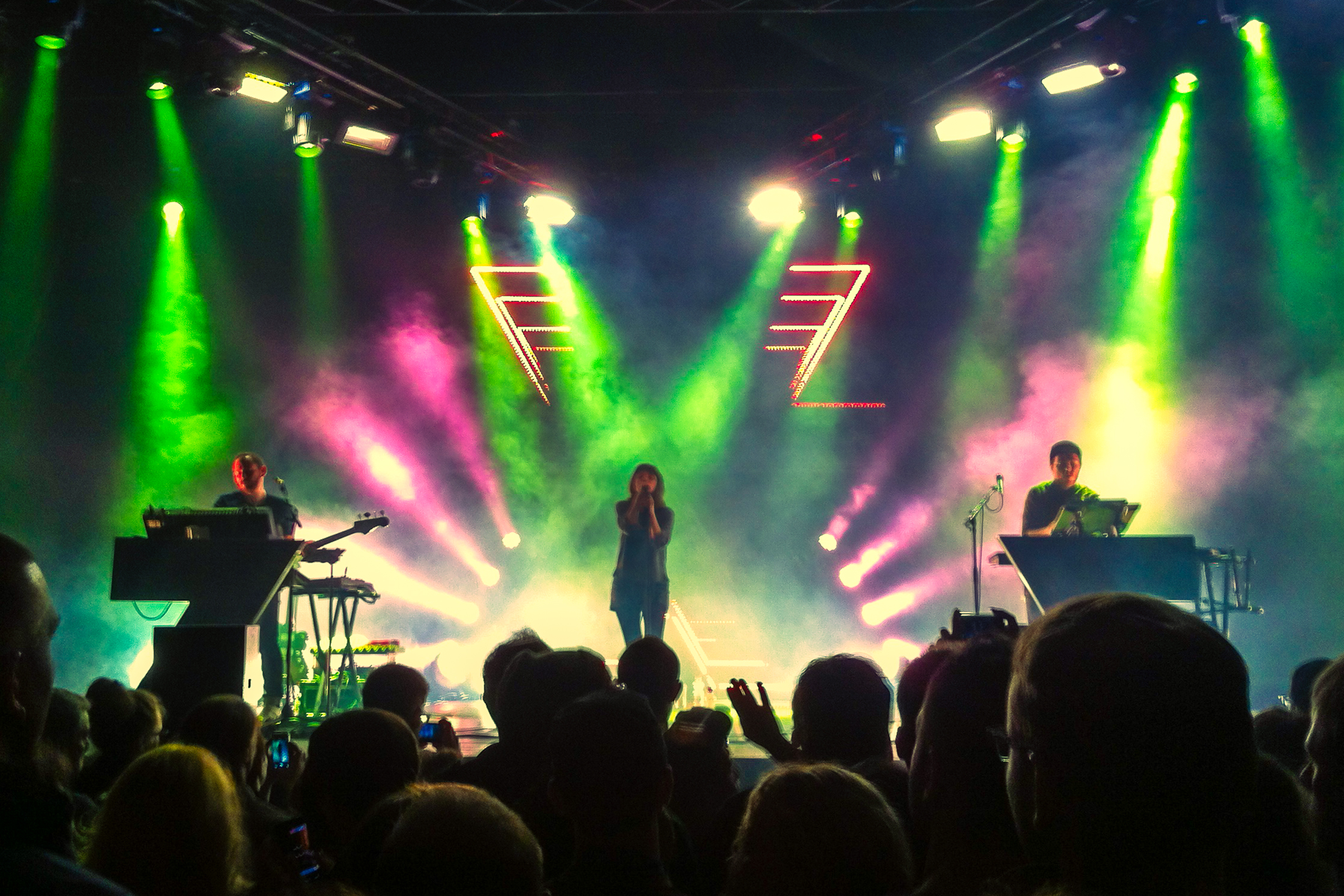
Chvrches en 2014

A mediados de enero de 2013, se anunció que Chvrches firmó con el sello independiente Glassnote Records.
Anteriormente, en noviembre de 2012, Daniel Glass (el dueño de Glassnote) recibió copias de las canciones de «Lies» y «Recover». También se dirigió al Reino Unido y observó a Chvrches tocando tres veces (dos exposiciones individuales y una abertura para Passion Pit).
El 6 de febrero de 2013 Chvrches estrenó el segundo sencillo «Recover». Fue seguido por Recover EP, lanzado el 25 de marzo de 2013 en el Reino Unido vía Goodbye/Virgin y 26 de marzo de 2013 en los Estados Unidos a través de Glassnote. El 13 de marzo de 2013 Chvrches se presentó en el  SXSW. También ganaron el Premio Grulke Inaugural (para el desarrollo de Non-US Act) en SXSW.
El 19 de junio de 2013 Chvrches hicieron su debut en Estados Unidos. interpretando «The Mother We Share» en Late Night with Jimmy Fallon. El 15 de julio de 2013 lanzaron el sencillo «Gun». En julio de 2013 Chvrches fue banda de apoyo de Depeche Mode en cuatro shows de The Delta Machine Tour 2013. En septiembre de 2013 también se llevaron a cabo «The Mother We Share» en Later... with Jools Holland.
El 20 de septiembre de 2013, la banda lanzó su álbum debut The Bones of What You Believe con Virgin Records. En el sitio web Metacritic el álbum recibió una puntuación de 80 sobre la base de 37 comentarios. Muchas de sus canciones fueron tomadas como soundtrack de diversos videojuegos y series de televisión; el ejemplo más notorio es la canción «We Sink», parte en la banda sonora oficial de FIFA 14. «The Mother We Share» también sirvió como acompañamiento en el vídeo emitido en la ceremonia inaugural de los Juegos de la Mancomunidad de 2014 celebrados en Glasgow. El 14 de enero de 2014 se anunció que la banda iba hacer la versión de la canción Bela Lugosi's Dead de Bauhaus para los créditos finales de la película Vampire Academy: Blood Sisters.
El 30 de septiembre de 2013 Mayberry escribió un artículo de opinión en The Guardian sobre los comentarios sexistas dirigidos a ella a través de las redes sociales de la banda.

### Every Open Eye(2015–2016)
La banda comenzó a grabar su segundo álbum en enero de 2015 y el 5 de junio anunció a través de sus cuentas oficiales que se había completado el proceso de grabación, el cual se desarrolló en el mismo estudio de Glasgow en donde se grabó The Bones of What You Believe.
El 16 de julio de 2015, la banda reveló la fecha de lanzamiento, la portada del álbum y la lista de canciones de Every Open Eye, título tomado de una de las primeras canciones en ser grabadas del álbum: «Clearest Blue». Al día siguiente se publicó el primer sencillo del álbum, «Leave a Trace». Finalmente, el álbum fue lanzado el 25 de septiembre de 2015.
El 12 de agosto se extrajo un segundo sencillo, «Never Ending Circles», el cual fue lanzado en YouTube; al igual que «Clearest Blue», publicado el 10 de septiembre. El 19 de octubre sacó «Empty Threat», el cual contó con un vídeo musical el 20 de noviembre.
Chvrches y Solar Fields escribieron la canción original «Warning Call» para el soundtrack del videojuego Mirror's Edge Catalyst, publicado el 13 de mayo de 2016, varios meses antes del lanzamiento del juego. 
El 6 de junio, Chvrches anunció que ya tenían pensado comenzar en su próximo disco, con Mayberry indicando la intención de trabajar en un nuevo álbum a finales de año.

### Love is Dead(2018–2020)
El 31 de enero de 2018, fue lanzado «Get Out», el primer sencillo de su tercer álbum de estudio cuyo nombre («Love Is Dead») habría sido revelado por Lauren en enero durante una entrevista.  Mayberry le comentó previamente a Entertainment Weekly que es "lo más pop que han hecho y también, al mismo tiempo, lo más agresivo y vulnerable". Los otros tres sencillos desprendidos del álbum han sido «My Enemy» (con la colaboración del vocalista de la banda The National Matt Berninger), «Never Say Die» y «Miracle». Esta última canción cuenta además con un video musical publicado el 24 de abril.
En 2019, publican el sencillo Death Stranding, tema principal del exitoso videojuego Death Stranding dirigido y producido por Hideo Kojima.

### Screen Violence(2021–presente)
Chvrches comenzó a trabajar en su cuarto álbum en febrero de 2020. Martin Doherty y Lauren Mayberry trabajaron en el álbum de Los Ángeles mientras Iain Cook trabajó en el álbum de Glasgow. Chvrches comenzó a anunciar el sencillo principal de su cuarto álbum, dado el título provisional como CHV4, el 9 de abril de 2021. El 18 de abril de 2021, Chvrches anunció "He Said She Said" como el sencillo principal del álbum y se estrenó en BBC Radio 1 en 19 de abril de 2021. El 2 de junio de 2021 se lanzó un segundo sencillo titulado "How Not to Drown", con Robert Smith de The Cure. El mismo día, Chvrches anunció su cuarto álbum, titulado Screen Violence, que se lanzó el 27 de agosto de 2021. 

## Estilos musicales
El estilo musical de Chvrches es generalmente descrito por la crítica como una combinación de electrónica con synthpop. Neon Gold describe su sonido como «Un impío huracán de la energía cinética del pop». Kitty Empire de The Observer escribió que "hacen accesible un electro-pop poco menos que verdaderamente brillante".
Chvrches está influenciado por artistas como Prince, Tubeway Army, Robyn, Laurie Anderson, Depeche Mode, Kate Bush, Cocteau Twins, Cyndi Lauper, Whitney Houston o Elliott Smith, entre otros. Sus melodías son fieles a la actual definición del synthpop y demuestran la interacción entre el techno de los años ochenta y los elementos electrónicos musicales modernos.

## Componentes
- Lauren Mayberry – voz, batería, percusión, sintetizadores adicionales, samplers (2011-presente)
- Martin Doherty – sintetizadores, samplers, voz y coros (2011-presente)
- Iain Cook – sintetizadores, guitarra, bajo, coros (2011-presente)

Miembros de gira
- Jonny Scott – batería, percusión (2018-presente)

## Giras

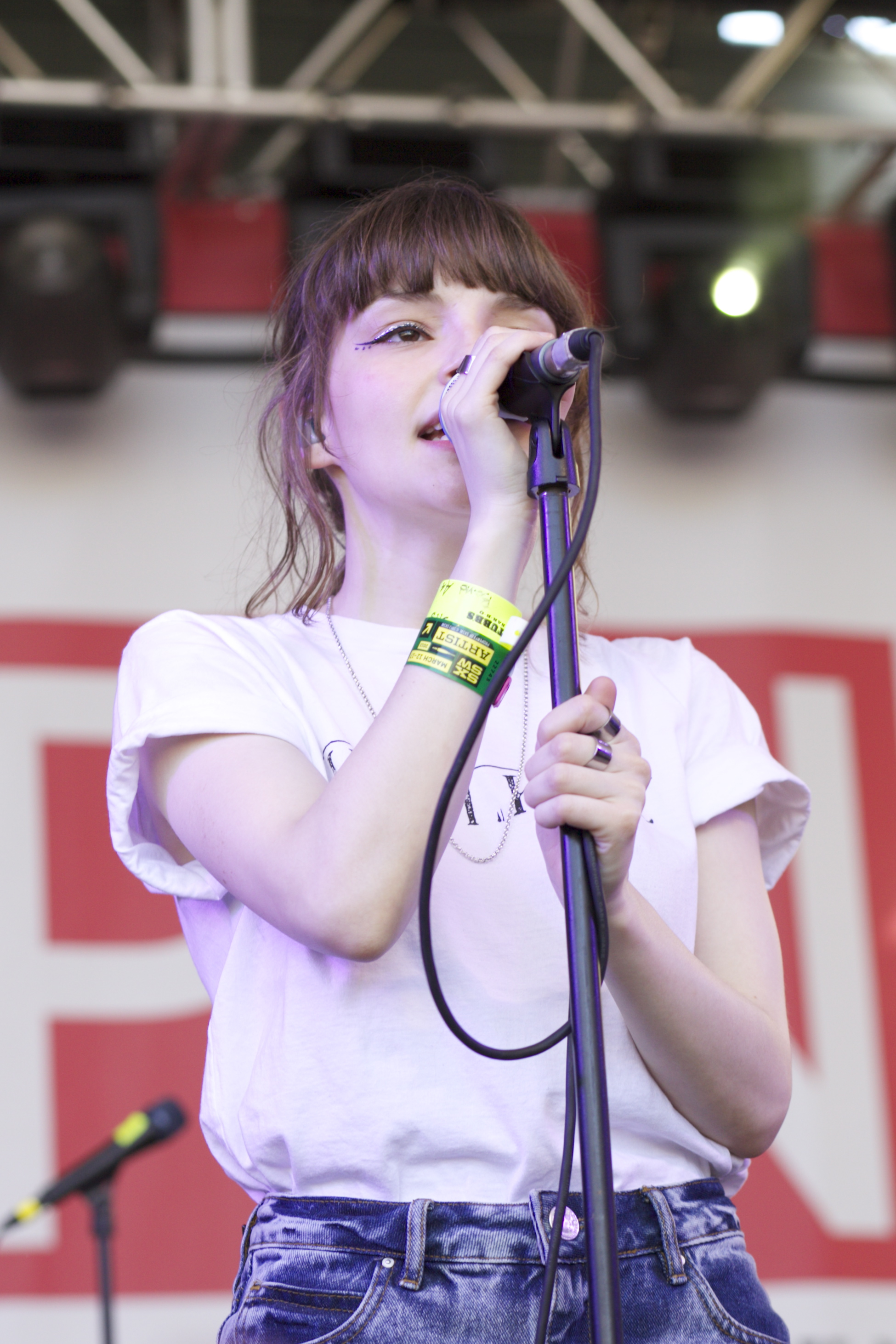
Mayberry en el SXSW de 2013.

Durante las actuaciones en vivo de Chvrches, Lauren Mayberry es la voz principal y ocasionalmente toca el sintetizador y los samplers. Iain Cook se encarga de controlar el sintetizador, la guitarra y el bajo, además de realizar los coros; y Martin Doherty toca los sintetizadores y los samplers, además de hacer los coros y ejercer como voz principal en algunas canciones.
Chvrches ha efectuado giras por varios países de Europa, Estados Unidos, Canadá y Japón. También han participado en varios festivales de música como el Firefly Music Festival, el Sasquatch! Music Festival, el Electric Picnic, el Melt! Festival, el SXSW, T in the Park, Summer Sonic, Reading Festival, Coachella, Lollapalooza o el Sziget Festival.
Chvrches ha participado en el acto de apertura de numerosas bandas, como School of Seven Bells, Passion Pit o Two Door Cinema Club. También fueron banda de apoyo de Depeche Mode durante The Delta Machine Tour de 2013 en Nimes (16 de julio), Milán (18 de julio), Praga (23 de julio) y Varsovia (25 de julio). Algunos de los artistas que han teloneado a Chvrches han sido Dan Croll, MØ, Conquering Animal Sound, Still Corners, XXYYXX, THUMPERS o The Range, entre otros.

## Discografía
Álbumes de estudio
- The Bones of What You Believe (2013)
- Every Open Eye (2015)
- Love Is Dead (2018)
- Screen Violence (2021)

EPs
- Recover EP (2013)
- Lies EP (2013)
- Gun (Remixes) (2013)
- Hansa Session (2018)

## Uso de los medios
| Lista de canciones de Chvrches utilizadas en diversas producciones | Lista de canciones de Chvrches utilizadas en diversas producciones | Lista de canciones de Chvrches utilizadas en diversas producciones | Lista de canciones de Chvrches utilizadas en diversas producciones |
| Canción                                                            | Producción                                                         | Tipo                                                               |                                                                    |
| ------------------------------------------------------------------ | ------------------------------------------------------------------ | ------------------------------------------------------------------ | ------------------------------------------------------------------ |
| «We Sink»                                                          | FIFA 14                                                            | Videojuego                                                         |                                                                    |
| «Under the Tide»                                                   | Gran Turismo 6                                                     | Videojuego                                                         |                                                                    |
| «The Mother We Share»                                              | Forza Horizon 2                                                    | Videojuego                                                         |                                                                    |
| «Recover (Cid Rim Remix)»                                          | Grand Theft Auto V                                                 | Videojuego                                                         |                                                                    |
| «Science/Visions»                                                  | CSI: Crime Scene Investigation                                     | Televisión                                                         |                                                                    |
| «Forever»                                                          | Élite                                                              | Televisión                                                         |                                                                    |
| «We Sink»                                                          | Awkward                                                            | Televisión                                                         |                                                                    |
| «We Sink»                                                          | Scrotal Recall                                                     | Televisión                                                         |                                                                    |
| «Gun»                                                              | Grey's Anatomy                                                     | Televisión                                                         |                                                                    |
| «Lies»                                                             | Banana                                                             | Televisión                                                         |                                                                    |
| «ZVVL»                                                             | Lucifer                                                            | Televisión                                                         |                                                                    |
| «Bela Lugosi's Dead»                                               | Vampire Academy                                                    | Película                                                           |                                                                    |
| «Dead Air»                                                         | Los juegos del hambre: sinsajo - Parte 1                           | Película                                                           |                                                                    |
| «Get Away»                                                         | Drive                                                              | Película                                                           |                                                                    |
| «Warning Call»                                                     | Mirror's Edge Catalyst                                             | Videojuego                                                         |                                                                    |
| «Clearest Blue»                                                    | Forza Horizon 3                                                    | Videojuego                                                         |                                                                    |
| «Bury It»                                                          | Forza Horizon 3                                                    | Videojuego                                                         |                                                                    |
| «Death Stranding»                                                  | Death Stranding                                                    | Videojuego                                                         |                                                                    |
| «Never Say Die»                                                    | Forza Horizon 4                                                    | Videojuego                                                         |                                                                    |
| «Good Girls»                                                       | FIFA 22                                                            | Videojuego                                                         |                                                                    |
| «Clearest Blue»                                                    | Heartstopper                                                       | Televisión                                                         |                                                                    |